# Довадола
Довадола (итал. Dovadola) — коммуна в Италии, располагается в регионе Эмилия-Романья, подчиняется административному центру Форли-Чезена.
Население составляет 1583 человека, плотность населения составляет 42 чел./км². Занимает площадь 38 км². Почтовый индекс — 47013. Телефонный код — 0543.
Покровителем населённого пункта считается Андрей Первозванный. Праздник ежегодно празднуется 30 ноября.